# アーネスト・ローレンス
アーネスト・オーランド・ローレンス（英: Ernest Orlando Lawrence、1901年8月8日 - 1958年8月27日）は、アメリカ合衆国の物理学者。カリフォルニア大学準教授（1928年 - 1930年）、のち教授（1930年 - 1958年）。またバークレー放射線研究所の設立者兼所長（1936年 - 1958年）であり、ローレンス・リバモア研究所（1952年 -）の創立者でもある。

## 生涯

### 生い立ち
アーネスト・オーランド・ローレンスは1901年8月8日、サウスダコタ州リンカーン郡の郡庁所在地カントン（Canton）でカール・グスタヴス・ローレンス（Carl Gustavus Lawrence）とその妻グンダ・ローレンス（Gunda Lawrence、旧姓ジャコブソン; Jacobson）の長男として生まれた。両親はともにノルウェー系で、父親はここで教育長をしていた。
ローレンスの少年時の友人に、同じくノルウェー系で、後に物理学者となって近接信管を開発したマール・トューヴがおり、ローレンスとトューヴは二人で簡単な無線装置を作ったりしていたという。
カントン高等学校を卒業したのち、1918年にローレンスは医学を志してセントオラフ大学に入学した。翌年にサウスダコタ大学に移って医学の勉強を続けたが、ここの電気工学部の教授であったルイス・エイクリー（Dean Lewis E. Akeley）の影響で進路を変更した。ローレンスは1922年、優秀な成績で化学の学位を取得した。その後ミネソタ大学の修士課程に進み、チューヴとともにW・F・G・スワン（William Francis Gray Swann）の元で学んだ。
ローレンスは1年で物理学の修士号を取得したがその後も研究室に留まり、スワンが1923年にシカゴ大学に、1924年にイェール大学に移ったときも行動を共にした。そして1925年、光電効果に関する論文でイェール大学から物理学の博士号を取得した。

### 研究

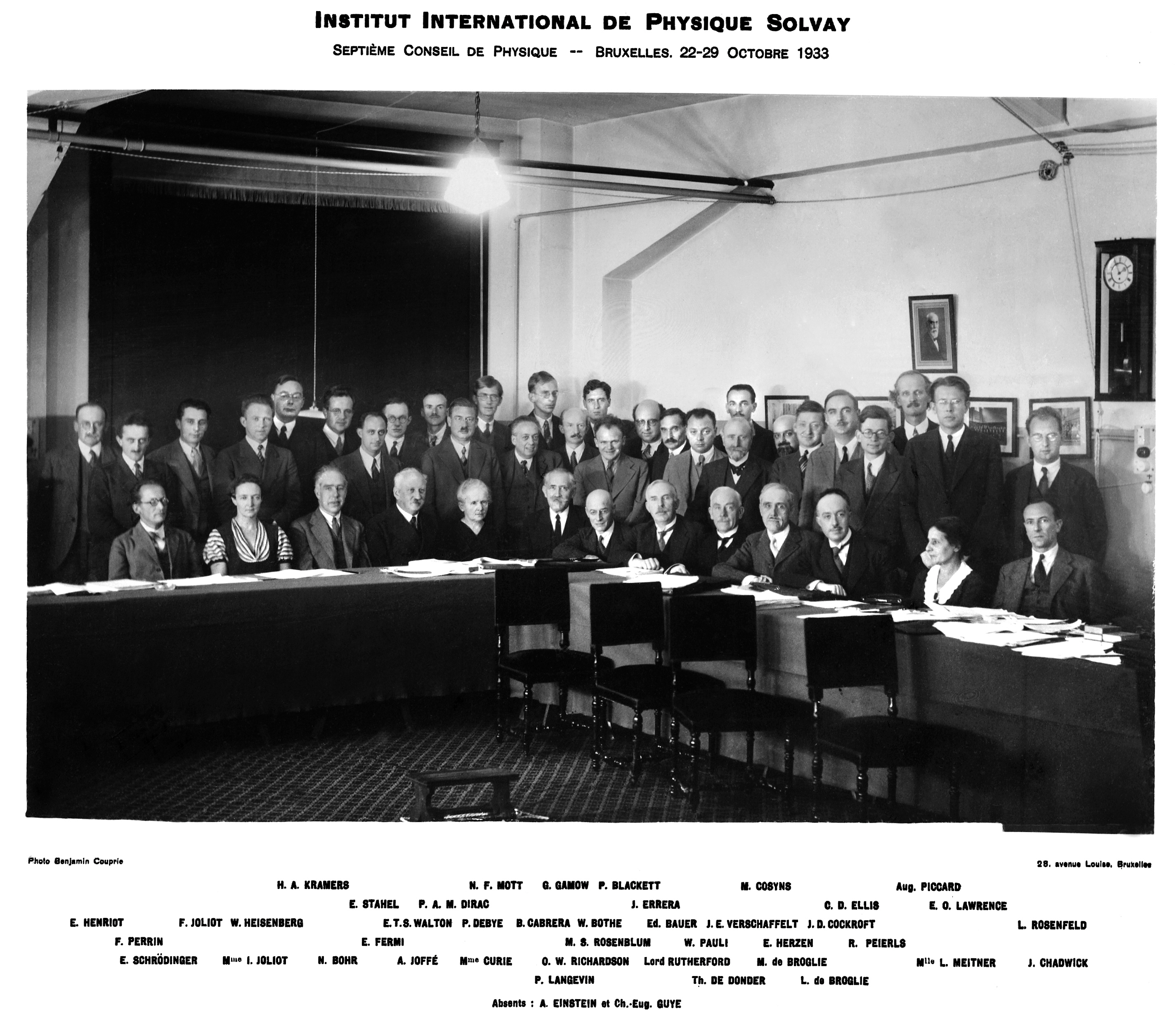
1933年の第7回ソルベー会議で。後列（立席者）の右から2人目がローレンス

全米科学アカデミーによって第一次世界大戦中に設立された全米研究会議（The National Research Council）は、ロックフェラー財団の寄付をもとに1919年から博士号取得者に対する給費研究員（フェロー）制度を創設していた。ローレンスはこの制度を利用してイェール大学に残って研究を続けた。
光電効果や電離の研究によってローレンスは有望な実験物理学者と目されており、いくつかの大学から声がかかっていた。ローレンスは1927年にイェール大学から助教授として採用されたが、翌年恩師のスワンがここを去ったこともあり、よりよい条件を提示したカリフォルニア大学に移った。
この時期のローレンスは、学位論文のテーマでもあったカリウム蒸気中の光電効果の研究のほか、水銀原子のイオン化エネルギーの精密測定、3×10−9秒という超短時間の火花放電技術の開発、電子の比電荷を測定するための新方式の発明などを行なった。
原子物理学や素粒子物理学で標準的に使用される加速器であるサイクロトロンを発明したことで知られる。さらに、門下の物理学者たちによるサイクロトロンを用いた多くの人工放射性元素の発見を指導した。テクネチウムの発見もサイクロトロンを用いた合成によるものである。ネプツニウムを筆頭に1950年代までに発見された超ウラン元素のほとんどは彼が所長を務めていたバークレー放射線研究所（現在のローレンス・バークレー国立研究所）で合成されている。
第二次世界大戦中はマンハッタン計画に参加し、カルトロンを開発して日本の広島に投下された原子爆弾のリトルボーイに必要な濃縮ウラン235を製造した。戦後も加速器の改良に力を注ぎ、バークレーにベヴァトロン (Bevatron) と名付けられた当時世界最大のシンクロトロンを建設した。セグレとチェンバレンらによる反陽子の発見もベヴァトロンによるものである。
1939年、「サイクロトロンの開発および人工放射性元素の研究」によりノーベル物理学賞を受賞した。1958年には第1回シルヴァナス・セイヤー賞（Sylvanus Thayer Award）を受賞している。
第103番元素ローレンシウムの名はローレンスの名にちなんでいる。また没後の1959年にはアーネスト・ローレンス賞が設立された。
彼の弟ジョン・ローレンス（1904年-1991年）も物理学者となり、シンチグラフィのパイオニアとして知られている。
また、1951年にはカラーテレビ用の真空管を開発したほか、後にトリニトロンの原型となるアパーチャーグリル式のブラウン管であるクロマトロンを発明した人物でもある。

## 略歴
- 1901年 - サウスダコタ州カントンで出生。
- 1925年 - イェール大学で博士号を取得。
- 1928年 - カリフォルニア大学準教授。
- 1930年 - カリフォルニア大学教授。またこの年にサイクロトロンの基礎理論を発表。
- 1936年 - カリフォルニア大学バークレー校の放射線研究所所長。
- 1937年 -サイクロトロンで放射化したモリブデンからテクネチウムが発見される。
- 1942年 - 質量分析法によるウラン235の分離に成功。
- 1948年 - パイ中間子が初めて人工的に作られる。
- 1951年 - 来日し、GHQにより破壊された理化学研究所、京都大学などのサイクロトロン再建に協力。
- 1954年 - 放射線研究所にベヴァトロンを建設。
- 1955年 - ベヴァトロンにより反陽子の存在が確認される。
- 1958年 - アイゼンハワー大統領の要請で、ソ連の核実験を中止させるため交渉すべくジュネーヴへ渡るが病状が悪化し帰国。潰瘍性大腸炎によりカリフォルニア州パロアルトで死去。オークランドのChapel of Memories Columbarium に埋葬された。
- 1961年 - バークレーで第103番元素が発見され、ローレンシウムと名付けられる。

## 主な受賞歴
- 1937年 - ヒューズ・メダル（王立協会）、エリオット・クレッソン・メダル
- 1938年 - コムストック物理学賞
- 1939年 - ノーベル物理学賞
- 1952年 -  ファラデー・メダル
- 1957年 -  エンリコ・フェルミ賞
- 1982年 -  全米発明家殿堂選出

## 名祖
- ローレンシウム
- ローレンス・バークレー国立研究所
- ローレンス・リバモア国立研究所

## 演じた人物
- ジョシュ・ハートネット - 映画『オッペンハイマー』（2023年）